# Зоантарии

Схема поперечного среза на уровне глотки. Видны три пары неполных септ — особенность представителей подотряда Brachycnemida.

Зоанта́рии (лат. Zoantharia) — отряд коралловых полипов из подкласса шестилучевых (Hexacorallia). Насчитывают около 150 видов, освоивших различные биотопы — от мелководий до больших глубин. Лишённые массивного скелета, представители этого отряда обрастают твёрдые субстраты или тела́ других малоподвижных организмов (губок, асцидий, корковых водорослей). Ряд видов, подобно некоторым актиниям, поселяется на захваченных раками-отшельниками раковинах брюхоногих моллюсков.

## Строение
Среди зоантарий есть как одиночные формы, так и колониальные (стелющиеся колонии объединены системой столонов или покрывающим субстрат, подобно корке, ценосарком). Размеры отдельных полипов в составе колонии обычно не превышают пары сантиметров; одиночные представители могут быть заметно крупнее. Характерная особенность зоантарий касается расположения щупалец: они формируют два чётких ряда на крае ротового диска.
Ротовое отверстие ведёт в глотку, которая открывается в пищеварительную полость, перегороженную у молодых полипов шестью парами септ. Единственный сифоноглиф расположен напротив пары неполных септ, направляющих ток воды. Необычная черта, присущая зоантариям, — пронизывающие стенку тела каналы, соединяющие полость кишечника с окружающей средой и обеспечивающие более интенсивную циркуляцию жидкости.
Покровы тела зоантарий отделяют слизь, в которой увязают мелкие твёрдые частицы (песчинки, панцири простейших, спикулы губок). По мере роста тканей, эти частицы постепенно погружаются в стенку тела, где могут выполнять опорную функцию.

## Таксономия
В настоящее время в составе Zoanthidea выделяют два подотряда — Brachycnemida и Macrocnemida — (по три семейства в каждом) и семейство Abyssoanthidae с неясным положением (включает единственный вид).
- Abyssoanthidae Reimer and Fujiwara, in Reimer, Sinniger, Fujiwara, Hirano and Maruyama, 2007
- Brachycnemida Haddon et Shackleton, 1891
  - Neozoanthidae Herberts, 1972
  - Sphenopidae Hertwig, 1882
  - Zoanthidae Gray, 1840
- Macrocnemida Haddon et Shackleton, 1891
  - Epizoanthidae Delage et Hirouard, 1901
  - Hydrozoanthidae Sinniger, Reimer and Pawlowski, 2010
  - Parazoanthidae Delage et Hirouard, 1901

## Токсичность
В некоторых видах зоантарий (Palythoa toxica, P. tuberculosa, P. caribacorum и др.) содержится сильнодействующий яд палитоксин (существует мнение, что яд продуцируется не самими зоонтариями, а микроводорослями-динофлагеллятами рода Ostreopsis, находящимся в симбиозе с ними). Палитоксин, обладая выраженным кардиотоксическим действием, представляет смертельную опасность для теплокровных — в том числе и для людей.

## Правовой статус

### Россия
В России запрещено их содержание в качестве животного.

## Галерея

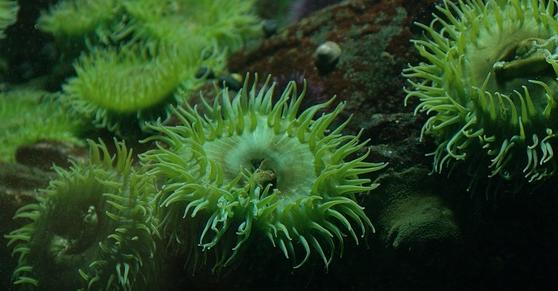
Полипы Epizoanthus, видны два ряда щупалец.
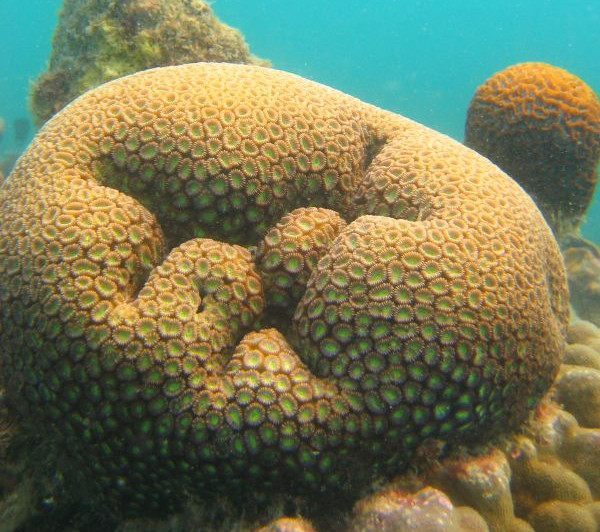
Колония Palythoa, полностью обросшая субстрат.